# Гафа, Лоренцо

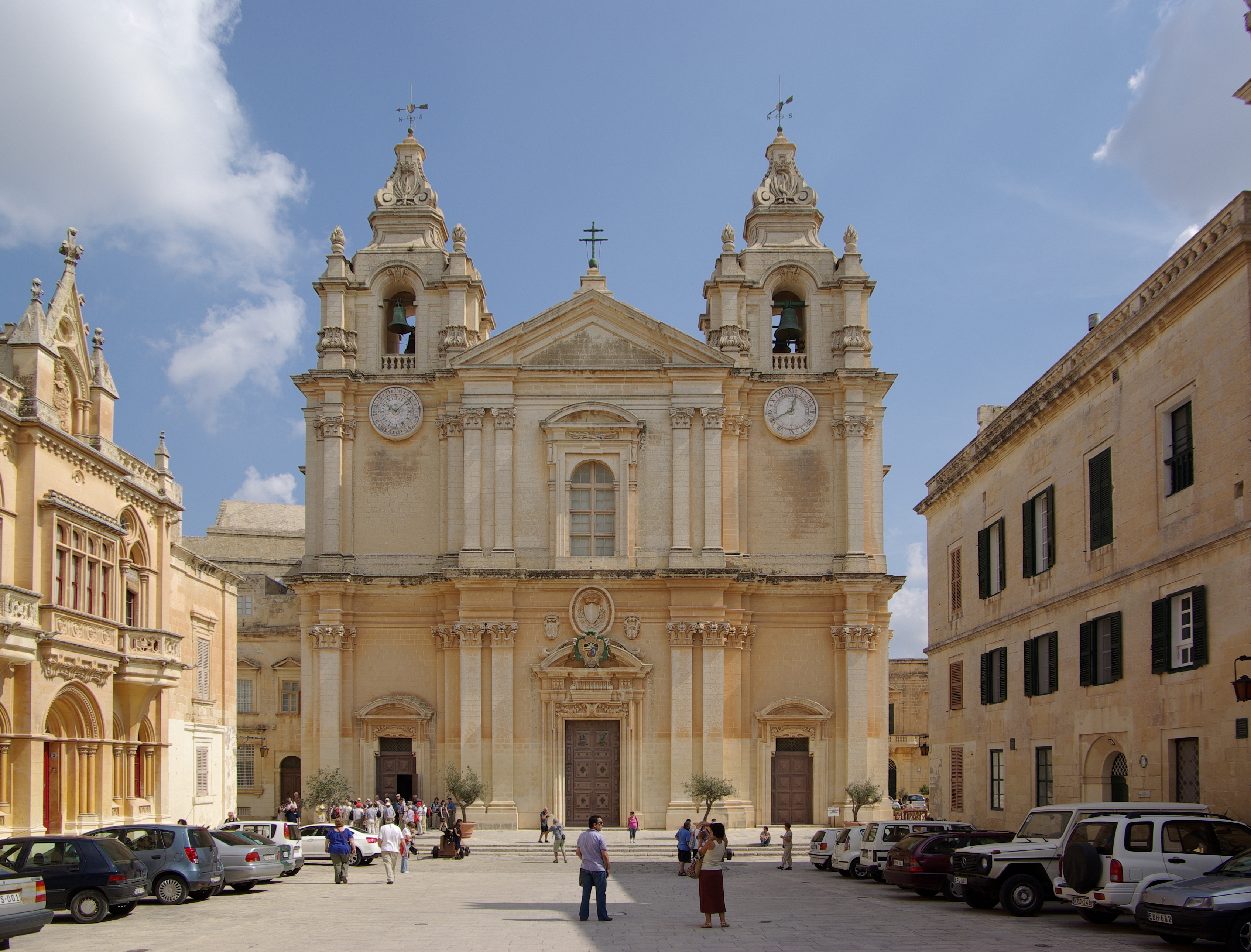
собор св. Петра и Павла, Мдина, Мальта

Лоренцо Гафа (мальт. Lorenzo Gafà; между 1630 и 1638, Биргу, Мальта — 1703/1704, там же) — один из крупнейших мальтийских архитекторов, брат скульптора Мельхиоре Кафа.
Большую часть своей жизни провёл в своём родном городке Биргу (Витториоза). В 1699—1700 выезжал в Рим  для совершенствования своего архитектурного образования. Здания, построенные им, относятся к наиболее важным сохранившимся архитектурным памятникам Мальты эпохи  барокко.
Среди созданных им строений следует назвать:
- Церковь св. Сколастики в Биргу (1679)
- Церковь св. Петра-Мученика в Марсашлокке (1682)
- Коллегиальная церковь св. Павла в Рабате (1664—1683)
- Кафедральный собор св. Павла в Мдине (1695—1702)
- Церковь Вознесения Богоматери в Виктории (1697—1711)
- Церковь св. Лаврения в Биргу (1681—1697)
- Церковь св. Николая в Сиддживи (1676—1693)